# Iridictyon myersi
Iridictyon myersi är en trollsländeart som beskrevs av James George Needham och Fisher 1940. Iridictyon myersi ingår i släktet Iridictyon och familjen jungfrusländor. IUCN kategoriserar arten globalt som livskraftig. Inga underarter finns listade i Catalogue of Life.